# Кару, Джон
Джон Морис Фоксолл Кару (англ. John Maurice Foxall Carewe; род. 24 января 1933, Дерби) — британский дирижёр и музыкальный педагог.

## Биография
Окончил Гилдхоллскую школу музыки, стажировался в Парижской консерватории; среди учителей Кару были Оливье Мессиан, Пьер Булез и Вальтер Гёр. В 1958 г. основал ансамбль новой музыки «Music Today». В 1966—1971 гг. главный дирижёр Уэльского национального оркестра Би-Би-Си, затем в 1974—1987 гг. руководил филармоническим оркестром в Брайтоне, одновременно в 1980—1984 гг. будучи одним из руководителей камерного ансамбля «Огни Лондона». В 1988 г. в Цюрихе дирижировал мировой премьерой концерта для гобоя с оркестром Элиота Картера (солист Хайнц Холлигер). В 1993—1996 гг. генеральмузикдиректор Хемница. В 1983 и 1990 гг. гастролировал в США, получив, однако, более чем сдержанный отзыв критики.
В качестве педагога работал в Королевской академии музыки и других учебных заведениях. Наиболее известным учеником Кару является Саймон Рэттл: в биографическом исследовании о Рэттле, написанном Николасом Кеньоном, уделено внимание вкладу Кару в дирижёрскую манеру его ученика.